# روسولا كالتية
روسولا كالتية (الاسم العلمي: Russula queletii) هي نوع من الفطريات تتبع جنس الروسولا من الفصيلة الروسولية.